# All India Forward Bloc

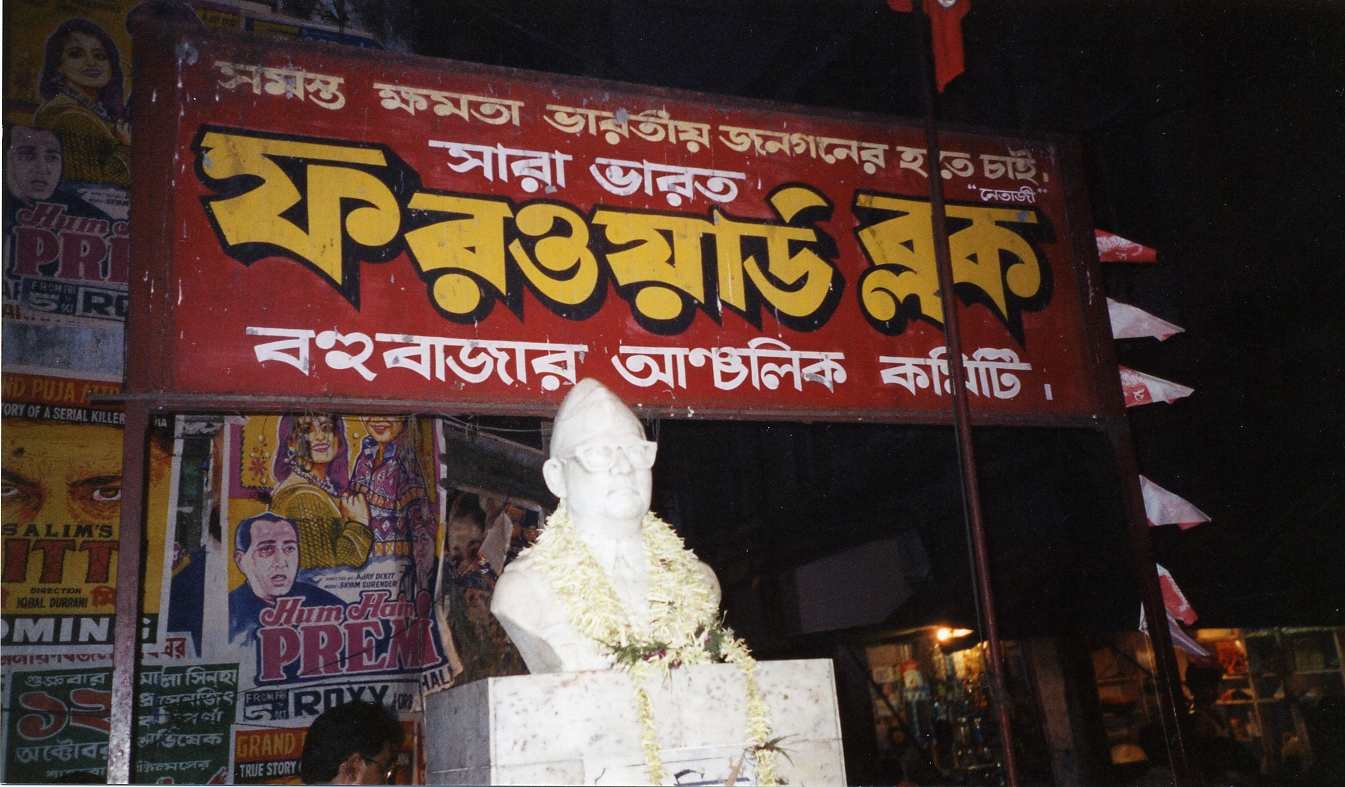
Reclamebord voor het
All India Forward Bloc

De All India Forward Bloc is een linkse nationalistische politieke partij in India.
De partij is opgericht in 1939 door Subhas Chandra Bose, als een afsplitsing van de Congresspartij (INC).
De algemeen secretaris van de partij is Debabrata Biswas. De partij is het stevigst in de staat West-Bengalen, waar het een lid is van het Links Front dat sinds 1977 in West-Bengalen aan de macht is. Het Links Front is sinds begin 2009 weer een onderdeel van het Derde Front.
De jongerenorganisatie gelieerd aan de partij is All India Youth League.
Bij de algemene verkiezingen voor de Lok Sabha van 2009 kreeg de partij 2 zetels, een verlies van 1 zetel vergeleken met 2004.